# كوتا ضعيفة الحراشف
الكوتا ضعيفة الحراشف (باللاتينية: Cota amblyolepis) نوع نباتي يتبع جنس الكوتا من الفصيلة النجمية. كان هذا النوع يوضع ضمن جنس الأربيان وكان يسمى الأربيان ضعيفة الحراشف (باللاتينية: Anthemis amblyolepis).

## الموئل والانتشار
موطنها بلاد الشام وقبرص وتركيا.

## مرادفات للاسم العلمي
- (باللاتينية: Anthemis amblyolepis Eig)
- (باللاتينية: Anthemis palaestina subsp. amblyolepis (Eig) Feinbrun)